# Jean-Pascal Beintus
 (août 2025).
Si vous disposez d'ouvrages ou d'articles de référence ou si vous connaissez des sites web de qualité traitant du thème abordé ici, merci de compléter l'article en donnant les références utiles à sa vérifiabilité et en les liant à la section « Notes et références ».
Jean-Pascal Beintus est un musicien et compositeur français né à Toulouse en 1966.

## Biographie
Il grandit à Nice et commence sa formation musicale au conservatoire de Nice. Quelques années plus tard, il intègre le Conservatoire national supérieur de musique de Lyon puis le Conservatoire national supérieur de musique de Paris. En 1984, il est nommé contrebassiste à l'Opéra national de Lyon sous la direction de Sir John Eliot Gardiner.  Mais c’est en 1996 que Kent Nagano, alors directeur musical de l'Opéra de Lyon, reconnaît en lui des talents de compositeur, il lui commande alors une œuvre symphonique : un concerto pour orchestre. Dès lors, Jean-Pascal Beintus commence à composer pour différents orchestres : l'Orchestre de l'Opéra de Lyon, l'Orchestre philharmonique de Berlin, l'Orchestre Symphonique de Berkeley, l'Orchestre de l'Académie nationale Sainte-Cécile (concerto pour clarinette dédié à Alessandro Carbonare), le Deutsches Symphonie-Orchester Berlin, l'Orchestre Symphonique de Montreal (Shoka, chants traditionnels japonais, soliste Diana Damrau), le London Symphony Orchestra, (Le Petit Prince, d'après l'œuvre d'Antoine de Saint Exupéry) et l'Orchestre national de Russie. 
Pour son œuvre Wolf Tracks, enregistrée par Kent Nagano avec Bill Clinton et Mikhaïl Gorbatchev, Jean-Pascal Beintus reçoit, en 2003, un Grammy Award.
Jean-Pascal mène parallèlement une carrière d'orchestrateur dans l'industrie du cinéma. À  ce jour, il a collaboré sur plus de 70 films, dont quelques grands succès : Harry Potter, Le Discours d'un roi, Argo, The Imitation Game, Godzilla, Valérian,  La Forme de l'eau, etc.). Il compose également des musiques originales pour les documentaires de Leonardo DiCaprio (La Onzième Heure).  
Plus récemment, Jean-Pascal vient d'achever la musique originale du documentaire de Michel Cymes d'après son livre Hippocrate aux Enfers, enregistrée par le violoniste Renaud Capuçon, ainsi qu'une Fantaisie pour piano, trompette et orchestre, qui a été créée en juin 2018 par le pianiste, Franck Braley, le trompettiste Romain Leleu et l'Orchestre d'Auvergne.

## Filmographie
- 2024 : Elyas de Florent-Emilio Siri